# Otto Dienel
Otto Dienel, född 11 januari 1839 i Tiefenfurt i Preussen (nuvarande Parowa i Polen), död 10 mars 1905 i Berlin i Kejsardömet Tyskland, var en tysk organist och kompositör.

## Biografi
Dienels far Karl Wilhelm Dienel var kantor och organist och började tidigt undervisa honom i orgelspel, och vid tio års ålder började Dienel hoppa in för sin far vid gudstjänster. Dienel gick på Görlitzer Gymnasium och studerade därefter till lärare i Bolesławiec. Efter några år som hjälplärare i Zagrodno hade han sparat tillräckligt mycket pengar för att finansiera studier i musik, som han hade längtat efter att genomföra. Från 1863 till 1867 studerade han vid königlichen Institut für Kirchenmusik och från 1864 även vid Akademie der Künste. Han läste orgelspel, violin, sång och körledning såväl som komposition för August Wilhelm Bach, Eduard Grell och Wilhelm Taubert. Vid sidan om studierna jobbade han som sång- och orgellärare och fick år 1865 sin första officiella organisttjänst i Bartolomeuskyrkan i Friedrichshain. Senare slutade han i Bartolomeuskyrkan och fick istället en tjänst i Heliga-korset-kyrkan i Kreuzberg.
1869 fick Dienel en silvermedalj av Kungliga konstakademin samt efterträdde sin lärare August Wilhelm Bach som organist i Mariakyrkan i centrala Berlin. Där stannade han kvar till sin död och blev 1881 utnämnd till musikdirektör. I Mariakyrkan gav han regelbundet gratis konserter för allmänheten, understödd av sångare och instrumentalister. Konserterna var så populära att kyrkan ofta blev överfylld. Konserterna finansierades enbart av gåvor och programförsäljning. Efter att villigheten att ge gåvor hade minskat med åren och andra organister visade missnöje försökte kyrkorådet år 1901 förmå Dienel att upphöra med konserterna, under förevändningen att hans egentliga arbetsuppgifter som musikdirektör annars skulle bli lidande.
Mellan 1877 och 1898 var Dienel även musiklärare på Berliner Seminar für Stadtschullehrer och gav regelbundet enskilda lektioner. En av hans mest kända elever var Karl Straube, senare kantor i Thomaskyrkan i Leipzig. Han var också engagerad i Berlins organistförening, som han var sekreterare och, från 1895 till 1902, ordförande i. Han verkade där framförallt för anställningsskydd, anställning på livstid och organisters rätt till pernsion.
Dienel ansågs vara en kännare av Johann Sebastian Bachs musik och en utmärkt orgelimprovisatör. Hans kompositionsstil präglades av flera studieresor, bland annat till London 1871 och 1885, Italien 1874 och Paris 1878. 1898 utsågs han för hela sin livsgärning till hedersmedlem i Amerikanska organistsällskapet.
Dienel intresserade sig också starkt för orgelbyggnation och vidareutveckling av orgeltekniken. Till exempel byggde orgelbyggarfirman Schlag & Söhne under hans ledning flera gånger om Joachim Wagner-orgeln i Mariakyrkan. Dienel gav även ut flera expertutlåtanden och fackartiklar på området.

## Familj
Otto Dienel var gift Johanna Dienel (född Preiss) (1848–1929). De fick tre söner och två döttrar. Otto och Johanna Dienel är begravda på Friedhof Steglitz. Till deras ättlingar hör sociologen Peter Dienel och teknikhistorikern Hans-Liudger Dienel.

## Verk i urval
Otto Dienel komponerade omkring 600 verk, av vilka ungefär en fjärdedel består i tryck. Många handskrifter förstördes under andra världskriget och andra finns fortfarande i familjens ägo. Orgelverken utgör den största delen av hans verk, följda av verk för undervisning. Hans verk för sång, manskör, blandad kör och kammarensembler är praktiskt taget okända. Några av hans verk är:
- Concertfuge op. 1 e-moll
- Fuge op. 2
- 1. Orgelsonate d-moll op. 3
- Concertsatz op. 10
- 2. Orgelsonate op. 11
- Trauermarsch Op. 12 Jesus, meine Zuversicht, 1885
- Adagio und Andante op. 13
- 5 Vortragsstücke für Kirche und Haus Op. 16 (Geistliches Abendlied; Gebet; Processions-Marsch; Verlangen nach der ewigen Liebe; Elegische Fuge für Harmonium oder Orgel)
- Große Sonate(3. Orgelsonate) op. 18 d-moll, 1881
- Echo Andante op. 19
- 2 Andante expressivi op. 20
- 2. Konzert-Satz op. 22
- Adagio op. 23
- Scherzando a-Moll op. 27
- Adagio A-Dur op 29
- Concertfuge op. 30
- Vierte große Konzertsonate, sog. Weihnachtssonate op. 32
- Allegro Cantabile op. 35
- Andante mit Variationen op. 36
- Scherzando op. 37
- 43 Choralvorspiele für Orgel zum Gebrauch im Gottesdienste Op. 52
- Mendelssohn: Högtidsmarsch, bearbetning för orgel
- Tre konsertfantasior för orgel
- Festligt preludium för orgel